# ستيفان بوستما
ستيفان بوستما (بالهولندية: Stefan Postma)‏ (ولد في 6 أكتوبر 1976) هو لاعب كرة قدم هولندي، يلعب كحارس مرمى.

## روابط خارجية
- ستيفان بوستما على موقع قاعدة بيانات كرة القدم.إي يو (الإنجليزية)
- ستيفان بوستما على موقع Soccerbase.com (لاعب) (الإنجليزية)
- ستيفان بوستما على موقع Soccerway.com (الإنجليزية)
- ستيفان بوستما على موقع عالم كرة القدم.نت (الإنجليزية)